# Вожбальское сельское поселение
Муниципальное образование «Вожбальское» — упразднённое сельское поселение в северо-западной части Тотемского муниципального района Вологодской области.
Административный центр — деревня Кудринская. Расстояние до районного центра — города Тотьма — 42 км.
Образовано в соответствии с законом Вологодской области от 6 декабря 2004 года № 1124-ОЗ
«Об установлении границ Тотемского муниципального района, границах и статусе муниципальных образований, входящих в его состав».
В состав сельского поселения вошёл Вожбальский сельсовет.
Законом Вологодской области от 1 июня 2015 года № 3670-ОЗ, были преобразованы, путём их объединения, муниципальные образования «Вожбальское» и «Калининское» — в сельское поселение Калининское с административным центром в посёлке Царева.

## География
Граничит:
- на севере с Мосеевским сельским поселением
- на востоке с Пятовским сельским поселением
- на юго-востоке с Калининским сельским поселением
- на западе с Сямженским муниципальным районом
- на юге с Погореловским сельским поселением

По территории протекают реки Вожбалец, Матковица, Черная, Половинный Сивеж, Вожбал, Нюшма, Вождуга, Крутой Сивеж.

## Экономика
- сельскохозяйственный производственный кооператив «Родина».

В посёлке Крутая Осыпь находится станция Пятовской узкоколейной железной дороги, построенной в 1950-е годы. По железной дороге вплоть до 2005 года производилась вывозка леса. По состоянию на 2009 год сохранился только один её участок — от Крутой Осыпи до моста через реку Сондугу (впадающую в Сондужское озеро), он используется жителями посёлка для поездок на мотодрезинах.

## Власть
Действующая система органов местного самоуправления района учреждена Уставом Тотемского муниципального района Вологодской области, принятым решением № 101 Тотемского районного муниципального Собрания 19 июля 2005 года.
Местное самоуправление в поселении осуществляется на основании Устава, который был утверждён решением совета депутатов Вожбальского сельского поселения Тотемского муниципального района Вологодской области от 9 августа 2005 года.
Глава муниципального образования Соболева Нина Васильевна, избрана 5 июня 2005 года (количество голосов «за» — 78,79 %), она же является также председателем представительного органа. Количество депутатов в представительном органе — 7.
Администрация поселения расположена по адресу: 161312 Вологодская область,Тотемский район, д. Кудринская, дом 15.

## Населённые пункты
В 1999 году был утверждён список населённых пунктов Вологодской области. Согласно этому списку в Вожбальский сельсовет входили 27 населённых пунктов В 2001 году была упразднена деревня Завражье. С тех пор и до 1 марта 2010 года состав сельского поселения не изменялся.
В состав сельского поселения входят 26 населённых пунктов, в том числе
25 деревень,
1 посёлок.
| Населённый пункт     | ОКАТО          | Рег. номер | Расстояние до районного центра, км | Расстояние до центра поселения, км | Координаты                      |
| -------------------- | -------------- | ---------- | ---------------------------------- | ---------------------------------- | ------------------------------- |
| деревня Антушево     | 19 246 812 002 | 6132       | 46                                 | 1                                  | 59°59′26″ с. ш. 42°18′38″ в. д. |
| деревня Бережок      | 19 246 812 003 | 6133       | 43                                 | 2                                  |                                 |
| деревня Гагариха     | 19 246 812 004 | 6134       | 51                                 | 6                                  | 60°00′20″ с. ш. 42°22′29″ в. д. |
| деревня Гора         | 19 246 812 005 | 6135       | 44                                 | 1                                  |                                 |
| деревня Гридинская   | 19 246 812 006 | 6136       | 45                                 | 0,5                                | 59°59′39″ с. ш. 42°17′54″ в. д. |
| деревня Давыдково    | 19 246 812 007 | 6137       | 41                                 | 4                                  | 59°57′31″ с. ш. 42°18′31″ в. д. |
| деревня Залесье      | 19 246 812 009 | 6139       | 51,5                               | 6,5                                | 60°00′01″ с. ш. 42°22′33″ в. д. |
| деревня Захаровская  | 19 246 812 010 | 6140       | 75                                 | 30                                 | 60°07′03″ с. ш. 41°58′39″ в. д. |
| деревня Ивановская   | 19 246 812 011 | 6141       | 41                                 | 4                                  | 59°57′09″ с. ш. 42°18′19″ в. д. |
| деревня Илюхинская   | 19 246 812 012 | 6142       | 78                                 | 33                                 |                                 |
| деревня Исаево       | 19 246 812 013 | 6143       | 51                                 | 6                                  | 60°00′54″ с. ш. 42°22′08″ в. д. |
| посёлок Крутая Осыпь | 19 246 812 014 | 6144       | 60                                 | 15                                 | 60°04′09″ с. ш. 42°09′44″ в. д. |
| деревня Кудринская   | 19 246 812 001 | 6131       | 45                                 | 0                                  | 59°59′01″ с. ш. 42°17′51″ в. д. |
| деревня Лодыгино     | 19 246 812 015 | 6145       | 43                                 | 1                                  | 59°58′28″ с. ш. 42°18′03″ в. д. |
| деревня Маринская    | 19 246 812 016 | 6146       | 77                                 | 32                                 | 60°07′30″ с. ш. 41°56′44″ в. д. |
| деревня Мишуково     | 19 246 812 017 | 6147       | 45                                 | 1                                  | 59°58′12″ с. ш. 42°17′06″ в. д. |
| деревня Никитинская  | 19 246 812 018 | 6148       | 77                                 | 32                                 | 60°07′47″ с. ш. 41°56′00″ в. д. |
| деревня Паново       | 19 246 812 019 | 6149       | 50                                 | 5                                  | 60°00′31″ с. ш. 42°20′32″ в. д. |
| деревня Пахтусово    | 19 246 812 020 | 6150       | 45                                 | 1                                  | 59°57′54″ с. ш. 42°16′16″ в. д. |
| деревня Семеновская  | 19 246 812 021 | 6151       | 77                                 | 32                                 | 60°07′46″ с. ш. 41°56′39″ в. д. |
| деревня Сергеево     | 19 246 812 022 | 6152       | 45                                 | —                                  | 59°58′40″ с. ш. 42°17′15″ в. д. |
| деревня Сродино      | 19 246 812 023 | 6153       | 50                                 | 5                                  | 60°00′44″ с. ш. 42°20′23″ в. д. |
| деревня Тельпино     | 19 246 812 024 | 6154       | 50                                 | 5                                  |                                 |
| деревня Угрюмовская  | 19 246 812 025 | 6155       | 76                                 | 31                                 | 60°07′05″ с. ш. 41°57′00″ в. д. |
| деревня Шулево       | 19 246 812 026 | 6156       | 45                                 | 1                                  | 59°58′11″ с. ш. 42°18′03″ в. д. |
| деревня Ярцево       | 19 246 812 027 | 6157       | 41                                 | 5                                  | 59°56′52″ с. ш. 42°17′19″ в. д. |

Упразднённые населёные пункты:
| Населённый пункт | ОКАТО          | Рег. номер | Расстояние до районного центра, км | Расстояние до центра поселения, км | Координаты                      | Комментарий         |
| ---------------- | -------------- | ---------- | ---------------------------------- | ---------------------------------- | ------------------------------- | ------------------- |
| деревня Завражье | 19 246 812 008 | 6138       | 46,5                               | 1,5                                | 59°59′29″ с. ш. 42°16′59″ в. д. | Упразднена 6.6.2001 |